# Васиљевић
Васиљевић је српско патронимско презиме, настало од мушког Василија. Познате особе са овим презименом су:

## Људи
- Александар Васиљевић (генерал)
- Александар Васиљевић (фудбалер, рођен 1982)
- Александар Васиљевић (фудбалер, рођен 2001)
- Мирка Васиљевић (рођена 1990), српска глумица, манекенка и телевизијска водитељка
- Никола Васиљевић (рођен 1983), босанскохерцеговачки фудбалер
- Никола Васиљевић (рођен 1983), српски фудбалер
- Петар Васиљевић (рођен 1970), српски фудбалер
- Саша Васиљевић (рођен 1979), босанскохерцеговачки кошаркаш